# Lac d'Anterselva
Le lac d'Anterselva (Antholzer See en allemand) est un petit lac alpin situé à 1 642 m dans la vallée d'Anterselva (vallée latérale du val Pusteria). 

## Géographie
Le lac, entouré de forêts de conifères, s'est formé à la suite de la construction d'un barrage naturel sur le rio Anterselva à la suite de glissements de terrain détachés des montagnes en amont ; il se situe dans le parc naturel de Vedrette di Ries-Aurina, dans la commune d'Anterselva (dans la province de Bolzano), à environ 97 km de Bolzano et 17 km de la route nationale 49 Val Pusteria. 
La route qui monte dans la vallée d'Anterselva, au-delà du lac, continue vers le passo Stalle, un col qui mène à l’Autriche, dans la vallée de Defereggen, ouvert dans une direction alternée à sens unique, régulée par un système de feux de circulation : l'accès dans chaque direction n'est autorisé que pendant un quart d'heure par heure. 
Autour du lac, il y a quelques bunkers, construits pour la défense du territoire italien après une hypothétique invasion par les troupes allemandes pendant la Seconde Guerre mondiale. 
La légende du lac, l'une des nombreuses sagas du Tyrol du Sud, raconte qu'un jour un mendiant s'était arrêté dans les champs de trois paysans riches à qui il avait demandé l'aumône. Les trois paysans avares ont refusé. Le mendiant en colère a déclaré : « Dans les trois jours qui suivent votre maison, une petite fontaine apparaîtra et vos yeux s'ouvriront! ». Après que rien ne soit arrivé pendant les deux premiers jours, une fontaine s'est formée le troisième jour derrière chaque ferme, ce qui a progressivement augmenté sa capacité, jusqu'à ce qu'elle emporte les trois paysans et leurs familles. C'est à cet endroit que le lac d'Anterselva s'est formé,. 
Sur les rives du lac, un petit segment (environ trois minutes) du film L'Affaire Mattei réalisé par Francesco Rosi en 1972 a été filmé. Pendant quelques années, Enrico Mattei était le propriétaire de la réserve de pêche du lac et était également propriétaire d'une ferme aquacole sans électricité ni téléphone. Mattei a passé les week-ends là-bas parfois en compagnie d’importants ministres du pétrole des pays arabes, fascinés par la beauté des lieux. Parmi les invités les plus fréquents figuraient le shah de Perse et le consortium de l'époque, Soraya. La maison d'Enrico Mattei a ensuite été transformée en hôtel-restaurant. Mattei a atteint Anterselva avec l'avion de la compagnie qu'il utilisait et a atterri à l'aérodrome de Dobbiaco.